# Muthill Old Church

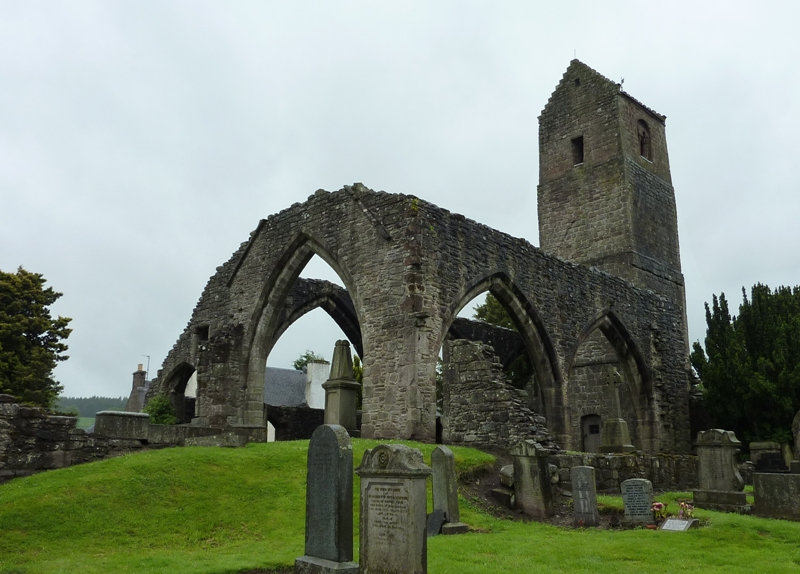
Muthill Old Church gezien vanuit het noordoosten.

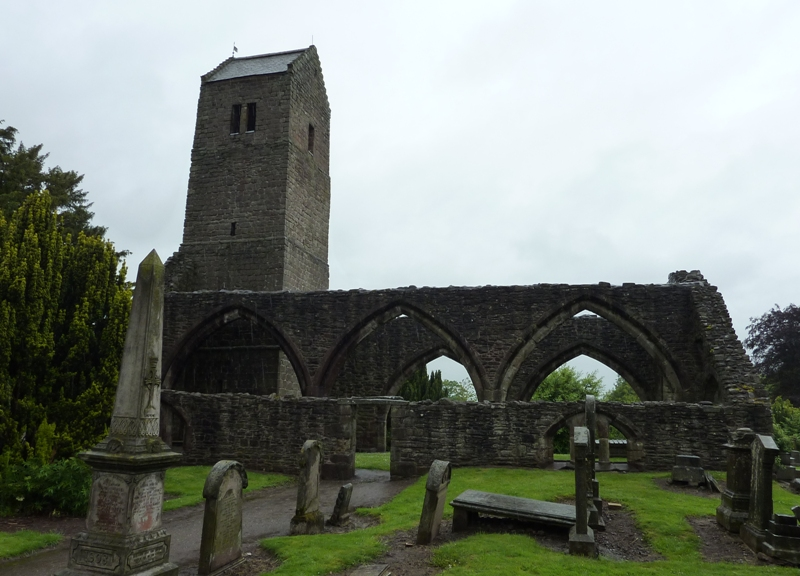
Muthill Old Church gezien vanuit het zuiden. De westelijke toren stamt uit de elfde eeuw.

Muthill Old Church is de ruïne van een 15e-eeuwse kerk, gelegen in Muthill, zo'n vijf kilometer ten zuidwesten van Crieff, in de Schotse regio Perth and Kinross. De vierkante toren, het oudste deel van de kerk, stamt uit de 11e eeuw.

## Geschiedenis
De plaats Muthill werd gesticht door monniken van de priesterorde Céli Dé, ook Culdees genoemd. De plaats bestond in ieder geval al laat in de 7e eeuw, maar mogelijk is de datum van stichting nog vroeger. De monniken bouwden in de 11e eeuw de vierkante toren van de kerk. Deze toren was oorspronkelijk hoogstwaarschijnlijk een vrijstaande toren. De toren is vergelijkbaar met een aantal andere torens in Schotland, zoals St Rules Tower, de toren van St Serf's Church in Dunning en de oorspronkelijke toren van Dunblane Cathedral.
De kerk met het bijbehorende inkomen was oorspronkelijk gegund aan Lindores Abbey in Fife, maar werd na een juridische strijd toegekend aan de bisschoppen van Dunblane in de vroege dertiende eeuw.
Rond 1425 werd door Michael Ochiltree, de latere bisschop van Dunblane, een kerk aan de toren vastgebouwd.
Na de Slag van Sheriffmuir in 1715 werd de kerk in brand gestoken door terugtrekkende Highlanders. De herbouw werd gefinancierd door de familie Drummond, graven van Perth.
Aan het begin van de 19e eeuw werd de kerk gebruikt door de episcopale kerk. In 1826 bouwde de presbyteriaanse kerk een nieuwe kerk in gotische stijl in Muthill. In 1836 realiseerden de episcopale kerk een ander nieuw kerkgebouw, de St James, tussen de oude kerk en de presbyteriaanse kerk in, nadat was gebleken dat er weerstand was om op de plaats van de oude kerk en bijbehorende begraafplaats de nieuwe kerk te verwezenlijken.

## Bouw
Aan de westzijde van de kerkruïne staat een vierkante toren van 21,3 meter hoog in romaanse stijl. De overige delen van de kerk stammen voornamelijk uit de 15e eeuw. De steunbogen van het schip, drie aan de zuidzijde en twee aan de noordzijde, zijn bewaard gebleven alsmede de boog tussen het schip en het koor.
Er omheen bevindt zich een begraafplaats. Een aantal graven zijn gemarkeerd met ijzeren sculpturen uit de 18e eeuw.

## Beheer
De Muthill Old Church wordt beheerd door Historic Scotland.